# Omar Pedro Méndez
Omar Pedro Méndez (7 agosto 1934) è un ex calciatore uruguaiano, di ruolo attaccante.

## Carriera

### Club
Ha sempre giocato nel campionato uruguaiano, prima con il meno conosciuto Sud América, poi dal 1953 fino alla fine della sua carriera con il Nacional.

### Nazionale
Prese parte alla Copa America nel 1953 e nel 1957 ed ai Mondiali nel 1954.